# クヌート・ラインハルト
クヌート・ラインハルト（Knut Reinhardt、1968年4月27日 - ）は、ドイツ出身の元同国代表の元サッカー選手。ポジションはMF。バイエル・レバークーゼン、ボルシア・ドルトムントなどで長らく活躍した。